# Cal Josepet
Cal Josepet va ser una botiga de comestibles a la ciutat de Solsona.
Aquest establiment estava situat al carrer Castell, al costat de cal Davesas
A part de trobar-hi licors i conserves, també era típic anar-hi a fer una copa de quina o un vas de vi, moscatell o vermut.